# 笹川記念保健協力財団
公益財団法人笹川保健財団（こうえきざいだんほうじんささかわほけんざいだん）は、日本財団（財団法人日本船舶振興会）の創始者である笹川良一を会長、日本におけるハンセン病化学療法開発の父、石館守三博士を理事長に、1974年に財団法人笹川記念保健協力財団として創設された。
2011年に公益財団法人となり、2019年4月に名称変更して現在の財団名に。日野原重明氏が1992-2000年まで理事長、2000-2013年まで会長職を務めた。ハンセン病制圧事業をはじめとして公衆衛生上の問題につながる疾患等を対象とした支援活動、地域保健の推進、ホスピス緩和ケア活動など多岐にわたる活動を行っている。